# If I Were a Boy
If I Were a Boy è una canzone della cantante statunitense Beyoncé, pubblicata l'8 ottobre 2008 come primo singolo estratto dal terzo album in studio I Am... Sasha Fierce.
Pubblicato insieme a Single Ladies (Put a Ring on It), entrambi i brani hanno raggiunto le prime cinque posizioni della Billboard Hot 100 statunitense, rendendo Beyoncé la settima donna nella classifica ad avere due canzoni nelle prime cinque posizioni, vendendo al 2022 oltre 6.000.000 di copie certificate dalla RIAA. If I Were a Boy è divenuto inoltre il quarto singolo della cantante alla numero uno nel Regno Unito.
Il brano è stato apprezzato dalla critica musicale, sia per la composizione e l'interpretazione, che per il video musicale diretto da Jake Nava, quest'ultimo candidato ai BET Awards e NAACP Image Award nella categorie al miglior video musicale.

## Descrizione
La canzone è stata scritta da BC Jean e Toby Gad, unica dell'album che vede la cantante solo nel ruolo di produttrice assieme a Glad. Il tema del brano si ispira alla rottura di una relazione sentimentale della Jean, e ad una riflessione della cantautrice con Gad sul fatto che, se fosse stata un uomo, si sarebbe comportata in modo differente rispetto al suo ex compagno. Gad registrò le idee di Jean su un registratore tascabile e il giorno stesso si recarono in studio. Una volta lì, Jean scrisse il testo e la melodia in circa 15 minuti; successivamente Gad registrò la musica della canzone in meno di mezz'ora, con il solo utilizzo della chitarra. Dopo aver completato If I Were a Boy, Jean la presentò alla sua casa discografica, che la rifiutò, portando Gad a proporre la canzone ad artisti affermati, tra cui Beyoncé. Alla cantante piacque il brano e ne registrò una propria versione per il suo album I Am... Sasha Fierce curandone solo la produzione del brano.

In un'intervista alla rivista Essence, Beyoncé ha spiegato che If I Were a Boy è diversa dalle sue precedenti uscite perché non è una canzone R&B tradizionale:
(Beyoncé)
Musicalmente If I Were a Boy è una ballata pop e R&B midtempo, con influenze folk rock e soft rock. La strumentazione è fornita da pianoforte, chitarra acustica amplificabile, batteria e strumenti ad arco, oltre a battiti di mani che vengono utilizzati per tutta la durata della canzone. La voce di Beyoncé spazia da un basso di Fa♯3 a un alto di Mi.

## Controversie
La canzone If I Were a Boy è stata presentata in anteprima su Fox News Channel, in un servizio in cui si raccontava come Beyoncé avesse "rubato" il brano ad un'artista poco conosciuta di nome BC Jean. Nel servizio veniva anche affermato che Jean non era al corrente della registrazione del brano da parte di Beyoncé. Tuttavia, né Jean né Beyoncé hanno rilasciato dichiarazioni in merito.
In seguito, però, un successivo servizio ha rettificato la notizia, asserendo come Beyoncé abbia legalmente acquistato i diritti del brano (direttamente dagli autori: Toby Gad e BC Jean), mentre la versione "originale" registrata da Jean era stata utilizzata come demo.

## Video musicale
Il video musicale è stato diretto da Jake Nava, regista con il quale aveva già lavorato per i video musicali di Crazy in Love, Baby Boy, Naughty Girl e Beautiful Liar. In un'intervista con la rivista Billboard, Beyoncé ha rivelato che il concetto del video è simile a quello del film commedia americano Tutto accadde un venerdì (Freaky Friday) diretto da Gary Nelson nel 1976. Il video è stato registrato a New York in quattro giorni di riprese, in concomitanza con il video di Single Ladies (Put a Ring on It). Nava ha raccontato il processo creativo e lo svolgimento delle riprese:
(Jake Nava)
Il tema centrale del video è l'inversione dei ruoli di una coppia: inizialmente si vede Beyoncé nel ruolo della poliziotta che si atteggia con superficialità nei rapporti con i colleghi di lavoro, flirtando liberamente con essi, e trattando con superficialità le attenzioni del partner, interpretato dal giocatore della NFL Eddie Goines, arrivando a presagire un possibile tradimento. Solo alla fine del video, dopo un litigio della coppia, lo spettatore si rende conto che Beyoncé interpretava gli atteggiamenti che il compagno aveva tenuto nei suoi confronti. Nel 2021 Beyoncé, in un'intervista per Harper's Bazaar, ha raccontato la scelta di filmare il video in bianco e nero, raccontando:
(Beyoncé)

## Accoglienza
La canzone ha ricevuto un ampio consenso da parte della critica, che ha lodato sia la composizione del brano che le doti vocali e l'interpretazione della cantante.
Chuck Taylor, critico della rivista Billboard, ha scritto che If I Were a Boy è la «proposta più toccante» di Beyoncé dai tempi di Listen (2006), elogiando la voce di Beyoncé, definita «mozzafiato, squisitamente emotiva, triste e matura». Secondo Ann Powers del Los Angeles Times, il brano è il momento "Barbra Streisand" di Beyoncé, poiché si tratta di «una ballata tenera e abbastanza morbida che [lei] usa per dimostrare di essere una grande attrice vocale». Powers ha concluso la recensione scrivendo che «non è solo un'altra canzone di rottura di una relazione: è un'elegia per l'empowerment femminile, l'ammissione di Beyoncé che nessuna quantità di denaro, fama o abilità può risolvere l'iniquità di base tra il cuore del suo uomo e quello di una donna».
Analizzando le tematiche del brano Ryan Dombal di Pitchforkha definito If I Were a Boy un «gender-bender efficace e d'impatto». Jon Caramanica del New York Times ha descritto il brano come una delle più grandi canzoni pop degli ultimi anni e una delle performance vocali più complicate di Beyoncé. Adam Mazmanian del Washington Times ha osservato che la composizione musicale del brano ha «una qualità spoglia [e] cinematografica che [Beyoncé] riempie con una voce espansiva», che tuttavia a volte vacilla.
Nel 2022 la rivista Rolling Stone ha inserito la canzone al 41º posto dei suoi 70 migliori brani, sottolinea che sebbene sia una delle rare canzoni non scritte da lei, riesce a rendere «la canzone tutta sua con la sua voce cruda ed espansiva», mentre USA Today posiziona il brano al 4 posto delle sue migliori canzoni, poiché «Beyoncé si immerge completamente nella morbida introspezione della ballata» e «allo stesso tempo istruisce delicatamente sulla comprensione emotiva». Erika Ramirez e Jason Lipshutz della rivista Billboard hanno inserito If I Were a Boy al numero 19 della lista dei 30 maggiori successi di Beyoncé, affermando che la canzone «ha portato Beyoncé al suo massimo livello di onestà, attirando sia le donne che gli uomini all'ascolto».

## Riconoscimenti
BET Awards
- 2009 – Candidatura al video dell'anno

MTV Video Music Awards Japan
- 2009 – Candidatura al video di un'artista donna dell'anno

NAACP Image Award
- 2009 – Candidatura al miglior video

## Tracce
Dance Mixes EP
1. "If I Were A Boy (Maurice Joshua Mojo Uk Main Mix)" - 6:30
2. "If I Were A Boy (Maurice Joshua Mojo Uk Dub Mix)" - 6:28
3. "If I Were A Boy (Karmatronic Main Mix)" - 6:25
4. "If I Were A Boy (Dj Escape & Dom Capello Main Remix)" - 8:28
5. "If I Were A Boy (Maurice Joshua Uk Radio Edit)" - 3:14
6. "If I Were A Boy (Karmatronic Radio Edit)" - 3:31
7. "If I Were A Boy (Dj Escape & Dom Castello Radio Edit)" - 4:07

Dance Mixes EP Vol.2
1. "If I Were A Boy (Lost Daze Remix Main)" - 5:08
2. "If I Were A Boy (Mark Picchiotti Remix Club)" - 7:15
3. "If I Were A Boy (Mark Picchiotti Remix Dub)" - 7:15
4. "If I Were A Boy (Chase Girls Club Mix)" - 8:28
5. "If I Were A Boy (Lost Daze Radio Edit)" - 3:05
6. "If I Were A Boy (Mark Picchiotti Radio Edit)" - 3:42
7. "If I Were A Boy (Chase Girls Radio Edit)" - 3:31

CD single
1. "If I Were a Boy" - 4:10
2. "Single Ladies (Put a Ring on It)" - 3:13

Remixes CD
1. "If I Were a Boy"
2. "If I Were A Boy (If I Were A Girl Remix) (feat. Lee Carr) - 4:09
3. "If I Were A Boy (Official Remix) (feat. R. Kelly) - 5:16

Spanish Promo Only CD single
1. "Si yo fuera un chico" - 4:09
2. "If I Were A Boy" - 4:10

## Successo commerciale

### Stati Uniti
Nella settimana conclusasi il 25 ottobre 2008, If I Were a Boy ha esordito al numero cento della classifica Billboard Hot 100 degli Stati Uniti, basandosi esclusivamente sull'airplay. Nelle settimane successive il brano ha debuttato al primo posto della classifica Hot Digital Songs degli statunitense, vendendo 190.000 unità, divenendo il quarto numero uno di Beyoncé nella classifica, dopo Check on It (2005), Irreplaceable (2006) e Beautiful Liar. If I Were a Boy divento anche il decimo singolo solista nella top ten della Hot 100, arrivando il 15 novembre 2008, al quinto posto. Il singolo raggiunge la posizione più alta il 29 novembre 2008, posizionandosi alla numero tre, mentre si posiziona alla seconda posizione della classifica, rendendo Beyoncé la settima donna nella classifica statunitense ad avere due canzoni nelle prime cinque posizioni. Il 13 ottobre 2009, If I Were a Boy è stato certificato triplo disco di platino dalla Recording Industry Association of America per aver superato i tre milioni di copie, ottenendo nel 2022 la certificazione di sei dischi di platino con 6.000.000 di copie vendute.

### Regno Unito
Il brano ha esordito alla numero due della Official Singles Chart, vendendo 64.554 download il 15 novembre 2008. La settimana seguente è sceso alla numero tre con vendite pari a 57.917 copie, salendo alla numero uno la settimana successiva con 47.949 copie vendute, diventando il quarto singolo di Beyoncé alla numero uno nel Regno Unito come artista solista; il sesto includendo la sua carriera con le Destiny's Child. If I Were a Boy è rimasto tra le prime cinque posizioni della classifica fino alla fine del 2008 ed è stato il 16° singolo più venduto di quell'anno nel Paese, vendendo al 2022 oltre 1 500 000 copie. Inoltre è stato il 68° singolo più venduto degli anni 2000 nel Regno Unito, risultando il più venduto nella decade da Beyoncé in download digitali, classificandosi al terzo posto (dietro Halo e Crazy in Love) se inclusi i dati di streaming.

## Classifiche
Classifiche settimanali
| Classifica (2008) | Posizione massima |
| ----------------- | ----------------- |
| Australia         | 3                 |
| Austria           | 3                 |
| Belgio (Fiandre)  | 4                 |
| Belgio (Vallonia) | 9                 |
| Canada            | 4                 |
| Danimarca         | 1                 |
| Europa            | 1                 |
| Finlandia         | 11                |
| Francia           | 5                 |
| Germania          | 3                 |
| Giappone          | 10                |
| Irlanda           | 2                 |
| Italia            | 4                 |
| Norvegia          | 1                 |
| Nuova Zelanda     | 2                 |
| Paesi Bassi       | 2                 |
| Regno Unito       | 1                 |
| Spagna            | 4                 |
| Stati Uniti       | 3                 |
| Svezia            | 1                 |
| Svizzera          | 3                 |

Classifiche di fine anno
| Classifica (2008) | Posizione massima |
| ----------------- | ----------------- |
| Australia         | 44                |
| Danimarca         | 38                |
| Francia           | 80                |
| Germania          | 71                |
| Irlanda           | 16                |
| Italia            | 29                |
| Norvegia          | 16                |
| Nuova Zelanda     | 27                |
| Paesi Bassi       | 53                |
| Regno Unito       | 16                |
| Svezia            | 21                |
| Svizzera          | 46                |

## Altre versioni
Della canzone è stata realizzata anche una versione in lingua spagnola intitolata Si Yo Fuera un Chico interpretata da Beyoncé. Il cantante R&B Daniele Vit ha realizzato una versione del brano in italiano intitolata Non ti credo più.